# Saint-Martial, Cantal

Saint-Martial este o comună în departamentul Cantal, Franța. În 1 ianuarie 2022 avea o populație de 71 de locuitori.